# Pirapora do Bom Jesus
Pirapora do Bom Jesus è un comune del Brasile nello Stato di San Paolo, parte della Regione Metropolitana di San Paolo e della microregione di Osasco.